# Вегман Георгій Густавович
Гео́ргій Гу́ставович Ве́гман (* 27 серпня 1899 Севастополь, Російська імперія — † 2 жовтня 1973, Харків, УРСР) — російський та український архітектор-конструктивіст.

## Біографія
Гео́ргій Гу́ставович Ве́гман народився 27 серпня 1899 року у місті Севастополь Російської імперії.
Навчався Московському реальному Михайлівському училищі. Вищу освіту отримав навчаючись майже одночасно у двох навчальних закладах — з 1918 року у Вільних художніх майстернях (з 1920 звуться ВХУТЕМАС), а з 1920 року — в Московському політехнічному інституті. За час навчання у ВХУТЕМАС взяв участь у 1920 році у реставраційних роботах Московського Кремля під керівництвом Рильского І. В.. У 1924 році успішно закінчив Московський політехнічний інститут з дипломним проектом «Музей Червоної Москви» на Волхонці. Його студентські роботи були надруковані в книзі М. Я. Гінзбурга «Стиль та епоха».
У 1930-х роках був старшим архітектором Гіпроміста — майстерні Мосради, головним консультантом якої був І. В. Жолтовський. Працював в співавторстві, зокрема, з братами Весніними, В. Шапільським, А. Маторининим.
В 1936—1937 роках проектував Ікшинський гідровузол каналу Москва — Волга.
У 1944 році як особа німецької національності був репресований та направлений на роботу в Харківську філію Міськбудпроекту, де працював до 1970 року.
З 1964 року викладав у Харківському інституті інженерів комунального будівництва.

## Творчість

#### Будівлі уХаркові
- 1929—1931 — житловий район Червоний Промінь по проспекту Московскому (Харків)
- 1951—1952 — житловий будинок по вулиці Університетській, 9 (Харків)
- 1951—1952 — Каскадний сквер (Харків),
- 1954 — проект відновлення Будинку проектних та будівельних організацій, площа Свободи (Харків)[2]
- 1958—1962 — корпус Науково-дослідного проектного інституту металургійної промисловості «Діпросталь» на проспекті Науки (Харків)[2]
- 1963 року виконав проект кварталу на 22 000 мешканців проспекту Гагаріна (Харків).

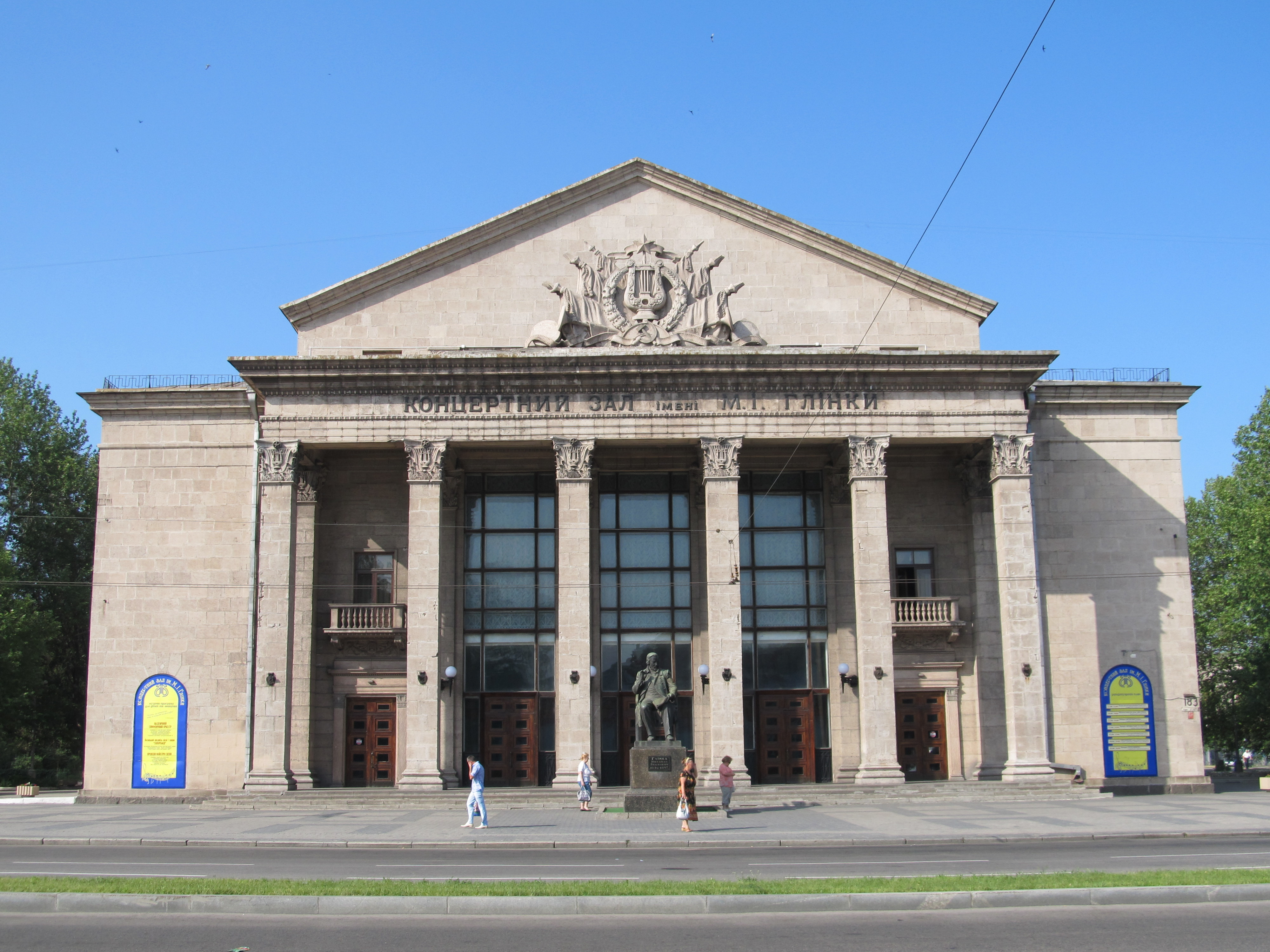
Концертний зал імені Михайла Глінки

#### Будівлі уЗапоріжжі
- 1952 — Концертна зала імені Михайла Глінки (Запоріжжя), разом з інженером В. Шапільським[2],
- реконструкція «Соціалістичного міста» та Вознесенівського району (Запоріжжя)
- 1951—1955 — забудова Соборного проспекту (Запоріжжя), разом з Маторининим А[2].

#### Будівлі у інших містах
- 1945—1948 — реставрація та відбудова селища заводу ім. В. Л. Войкова в Керчі[2],

- житлові будинки на Театральній площі в Маріуполі, Загалом створив більше тридцяти конкурсних та 30 реалізованих проектів.

Останньою роботою його став конкурсний проект 1972 року пам'ятника-музею Леніна на Волхонці в Москві.

## Наукова діяльність
Один з засновників та активних діячів «Об'єднання сучасних архітекторів» (ОСА), яке було створене 19 грудня 1925 року у Москві, за ініціативи лідера конструктивізму того часу Весніна О. О. Учасник створення журналу «Современная архитектура», заснованого у 1926 році, який став офіційним виданням ОСА.
Є автором наукових праць і статей з проблем архітектури.